# Шмаков, Николай Михайлович
Николай Михайлович Шмаков (29 января 1936, Даровской район, Кировская область — 9 ноября 1993, Московская область) — советский борец классического стиля, чемпион и призёр чемпионатов СССР и мира, призёр чемпионата Европы, заслуженный мастер спорта СССР (1965).

## Биография
Родился в Даровском районе Кировской области. Увлёкся борьбой в 1959 году. Его первым тренером был Александр Дьяконов. Через два года тренировок, в 1960 году выполнил норматив мастера спорта СССР, а в 1965 году — мастера спорта СССР международного класса.
В 1963 году переехал в Люберцы. Его новым тренером стал Вячеслав Кожарский. Участвовал в десяти чемпионатах СССР. Победитель международных турниров. В 1972 году ушёл из большого спорта.
Выпускник Московской государственной академии физической культуры. После её окончания работал старшим тренером, а с 1982 года — директором Школы высшего спортивного мастерства города Люберцы.
Утонул 9 ноября 1993 года на Истринском водохранилище. Похоронен на Старом Люберецком кладбище в Люберцах.

## Спортивные результаты
- Чемпионат СССР по классической борьбе 1961 года — ;
- Чемпионат СССР по классической борьбе 1962 года — ;
- Классическая борьба на летней Спартакиаде народов СССР 1963 года — ;
- Чемпионат СССР по классической борьбе 1964 года — ;
- Чемпионат СССР по классической борьбе 1965 года — ;
- Чемпионат СССР по классической борьбе 1966 года — ;
- Классическая борьба на летней Спартакиаде народов СССР 1967 года — ;
- Чемпионат СССР по классической борьбе 1969 года — ;
- Классическая борьба на летней Спартакиаде народов СССР 1971 года — ;

## Память
В Люберцах проводится ежегодный всероссийский турнир памяти Николая Шмакова.